# Nécropole de Los Villares
La nécropole de Los Villares, datant de l'époque ibérique ancienne et complète (VIe – IVe siècles av. J.-C.), est située dans la municipalité de Hoya-Gonzalo (Albacete, Espagne), sur les contreforts des hauteurs de Chinchilla de Monte-Aragón, à 4 km de la ville, à proximité de l'ancienne voie héracléenne.

## Présentation
Découvert par l'historien local de Hoya Gonzalo, Santiago Núñez Delicado, il a été déclaré bien d'intérêt culturel le 28 avril 1992, avec l'identifiant du bien accordé par le ministère espagnol de la Culture : RI-55-0000363.
La nécropole couvre une superficie de 0,5 ha et date du VIe au IVe siècle av. J.-C., et a été utilisée pendant plus de six générations. Les matériaux comprennent un ensemble sculptural représentant un guerrier monté du début du Ve siècle av. J.-C. (vers 490 av. J.-C.), considéré comme la plus grande sculpture ibérique (1,8 m de haut), dont le piédestal est apparu in situ au moment des fouilles dans une tombe en pisé, et qui est vêtu de façon similaire aux guerriers de Porcuna, avec un cheval richement vêtu. Une deuxième sculpture correspond au Cavalier à cheval, trouvée dans la tombe n° 20, datée d'environ 410 av. Certaines tombes, comme la tombe n° 25, qui ont été fouillées, ont livré un abondant matériel de banquet funéraire (silicernium). Les céramiques importées de Grèce, comme un œnochoé attique, un askos, des aryballes et d'autres, probablement échangées via Emporion (Ampurias), sont particulièrement intéressantes.
La nécropole présente plusieurs aspects intéressants. D'une part, elle offre une périodisation séquentielle des premières phases d'évolution du monde ibérique dans la région. D'autre part, les importations (céramiques grecques, matériaux puniques et étrusques, etc.) ont permis une datation extraordinairement précise. Les arrybales de la colonie grecque de Naucratis, la céramique grecque et la découverte d'un scarabée punique semblent fournir des indices sur les nœuds d'échanges à longue distance en Méditerranée.